# Jordan Henderson
Jordan Brian Henderson (n. 17 iunie 1990, Sunderland, Anglia, Regatul Unit) este un fotbalist britanic, care joacă pe post de mijlocaș la Brentford în Premier League. Pe plan internațional, are prezențe la națională pentru Anglia U19⁠(d), Anglia U20⁠(d), Anglia U-21⁠(d) și Anglia.

## Titluri
- Football League Cup: 2011–12; vice-campion: 2015–16[4]
- FA Cup vice-campion: 2011–12
- UEFA Europa League vice-campion: 2015–16[5]
- UEFA Champions League vice-campion: 2017–18[6]
- UEFA Champions League campion: 2018-2019
- Premier League campion: 2019-2020

## Meciuri la națională
La 27 martie 2018.
| Ecipă  | An    | Meciuri | Goluri |
| ------ | ----- | ------- | ------ |
| Anglia | 2010  | 1       | 0      |
| Anglia | 2011  | 0       | 0      |
| Anglia | 2012  | 4       | 0      |
| Anglia | 2013  | 2       | 0      |
| Anglia | 2014  | 11      | 0      |
| Anglia | 2015  | 4       | 0      |
| Anglia | 2016  | 10      | 0      |
| Anglia | 2017  | 4       | 0      |
| Anglia | 2018  | 2       | 0      |
| Total  | Total | 38      | 0      |

## Legături externe
- Materiale media legate de Jordan Henderson la Wikimedia Commons
- Profilul lui Jordan Henderson pe site-ul clubului Liverpool F.C.
- Jordan Henderson la Soccerbase